# Ossetisk (sprog)
Ossetisk er et sprog, der tales i Ossetien i det nordlige Kaukasus. Området er delt mellem Rusland (Nordossetien) og Georgien (Sydossetien). Der er også ossetisktalende i andre kaukasiske regioner, i alt omkring 500.000. 
Ossetisk tilhører den iranske gruppe af de indoeuropæiske sprog (den østiranske gruppe, som også tæller pashto i Afghanistan, jagnobisk i Tadsjikistan og forskellige andre).
Ossetisk stammer fra det sprog, som den sarmatiske stamme alanerne talte. Sproget er den eneste nulevende efterkommer efter den gruppe af sprog, som blev talt af sarmatere og skytere, som er to nært beslægtede nomadefolk fra antikken. Eftersom disse to folk ikke har efterladt sig skrevne tekster, er ossetisk en vigtig kilde til forståelse af de skythiske og sarmatiske navne, der er overleveret hos de samtidige græske forfattere. Samtidig er de ossetiske heltesagn, kaldet Nart-eposset, en vigtig kilde til den skythisk-sarmatiske religionshistorie.
Ossetisk er det eneste iranske sprog af betydning i Kaukasus, og det ossetiske lydsystem, ordforråd og grammatik er stærkt påvirket af de kaukasiske sprog.
Der er to ossetiske dialekter: digor, som tales af en sjettedel af osseterne, og iron. De digor- og irontalende kan have svært ved at forstå hinanden. Normalt er de digortalende tresprogede: De taler deres egen dialekt, russisk og litterært ossetisk, der er dannet på grundlag af iron med enkelte leksikale lån fra digor.
Ossetisk skrives med det kyrilliske alfabet, udvidet med bogstavet "æ" (der betegner en neutral vokal), hvilket gør sproget umiddelbart genkendeligt på skrift.